# Crazy in Love (Jill Johnson-låt)
Crazy in Love är en sång, skriven av Lennart Wastesson, Larry Forsberg och Sven-Inge Sjöberg och producerad av Amir Aly. Den svenska country- och popsångerskan Jill Johnson framförde melodin i den svenska Melodifestivalen 2003, där bidraget slutade på fjärde plats.
Singeln släpptes den 10 mars 2003 och placerade sig som bäst på 22:a plats på den svenska singellistan.
"Crazy in Love" blev en stor hit, och testades på Svensktoppen där den fick 13 404 poäng och låg i 36 veckor under perioden 30 mars-30 november 2003 innan den. Bästa placeringen där var första plats, som den nådde första gången den 6 april 2003 och därmed blev första melodi med engelskspråkig text att toppa Svensktoppen, då reglerna ändrats den 12 januari 2003 och slutade ställa sång på svenska som ett krav. På listan över årets melodier på Svensktoppen 2003 hamnade "Crazy in Love" på andra plats, där bara "Här kommer alla känslorna (på en och samma gång)" av Per Gessle var mer framgångsrik.
I sjunde säsongen av Så mycket bättre gjorde Lisa Ekdahl en tolkning av låten.

## Listplaceringar
| Lista (2003) | Topplacering |
| ------------ | ------------ |
| Sverige      | 9            |

### Fotnoter
1. ↑  ”Jill Johnsons diskografi - Crazy in Love”. Arkiverad från originalet den 10 juni 2016. https://web.archive.org/web/20160610123949/http://jilljohnson.se/2003-03-10-crazy-in-love-cdm/. Läst 26 maj 2016.
2. ↑  Svensktoppen - 30 mars 2003
3. ↑  Svensktoppen - 30 november 2003
4. ↑  Svensktoppen - 7 december 2003
5. ↑  Svensktoppen - 6 april 2003
6. ↑  Svensktoppen - 12 januari 2003
7. ↑  Placeringar på den svenska singellistan